# Base Aérea de Sigonella
Base Aérea de Sigonella (IATA: NSY, ICAO: LICZ) es una instalación militar de la Aeronautica Militare ubicada en Sicilia, Italia. Está compuesta por personal y medios asignados a la Naval Air Station Sigonella (NAS Sigonella o NASSIG) de la Armada de los Estados Unidos y un aeropuerto de la Fuerza Aérea Italiana, convirtiéndose en una base conjunta OTAN. 

## Historia
La crisis de Sigonella (que toma su nombre de la base aérea donde surgió en Sicilia) fue un caso diplomático entre Italia y los Estados Unidos de América que tuvo lugar en octubre de 1985.
El incidente corría el riesgo de conducir a un enfrentamiento armado entre la VAM (Guardia de Seguridad Aeronáutica) y los Carabinieri por un lado, y los soldados de la Fuerza Delta (unidad especial de las fuerzas armadas de EE. UU.) por el otro, después de una ruptura política entre el primer ministro italiano Bettino Craxi y el presidente estadounidense Ronald Reagan sobre el destino de los terroristas palestinos que se habían apoderado y secuestrado el crucero italiano Achille Lauro, matando a un pasajero estadounidense.
En la noche del 10 de octubre de 1985, hubo horas tensas en NAS II cuando los Carabinieri italianos, la Fuerza Aérea Italiana y la Fuerza Delta del Ejército de los EE. UU. estuvieron a punto de dispararse entre sí luego de la interceptación por parte de los cazas F-14 Tomcat de la Marina de los EE. UU. de un Avión de pasajeros Boeing 737 egipcio que transportaba a los secuestradores del crucero italiano Achille Lauro, que había sido requisado por miembros de la OLP el 7 de octubre. Los secuestradores habían matado al judío estadounidense Leon Klinghoffer. Los F-14 dieron instrucciones al avión egipcio para que aterrizara en Sigonella, donde los estadounidenses habían planeado detener a los secuestradores. En cambio, el primer ministro italiano, Bettino Craxi, afirmó que los secuestradores estaban bajo la jurisdicción italiana. Las autoridades italianas, por lo tanto, se negaron a permitir que los Navy SEAL abordaran el avión y amenazaron con abrir fuego contra los estadounidenses si lo intentaban. El enfrentamiento continuó durante toda la noche, hasta que el presidente Ronald Reagan dio la orden de que los estadounidenses se retiraran. Los secuestradores finalmente fueron juzgados y sentenciados por un tribunal italiano.

## Imágenes

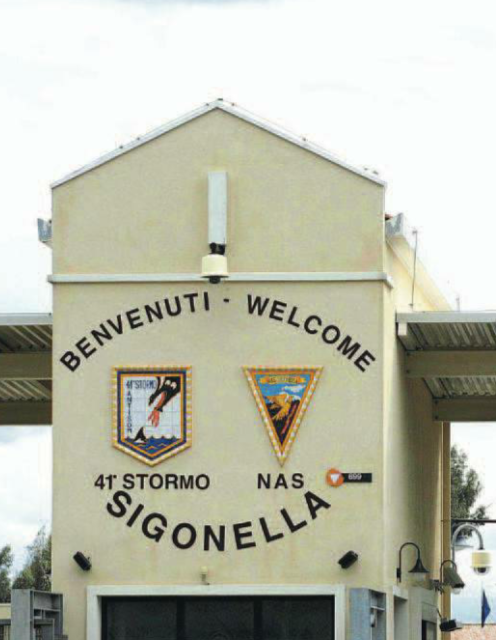
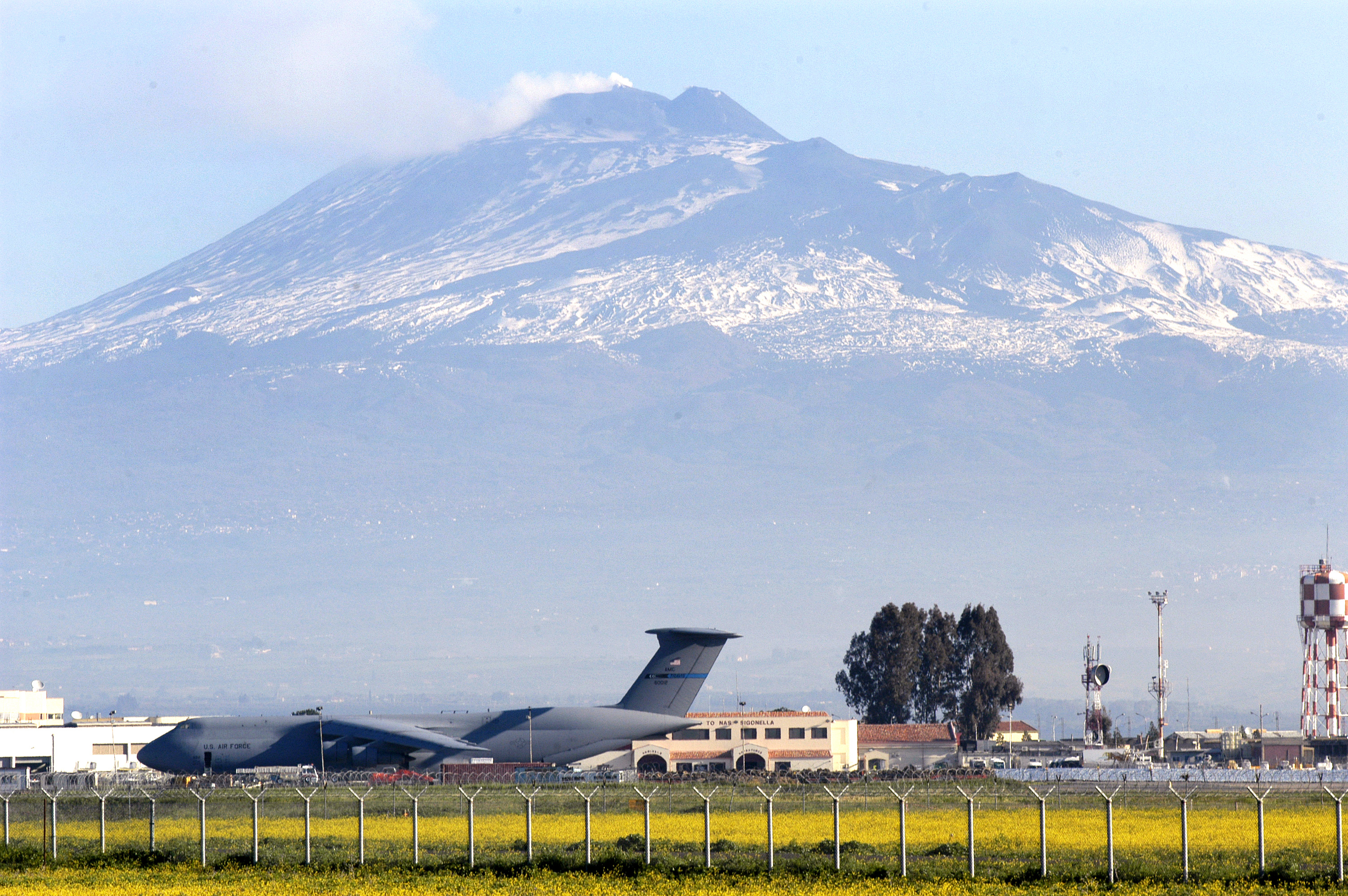
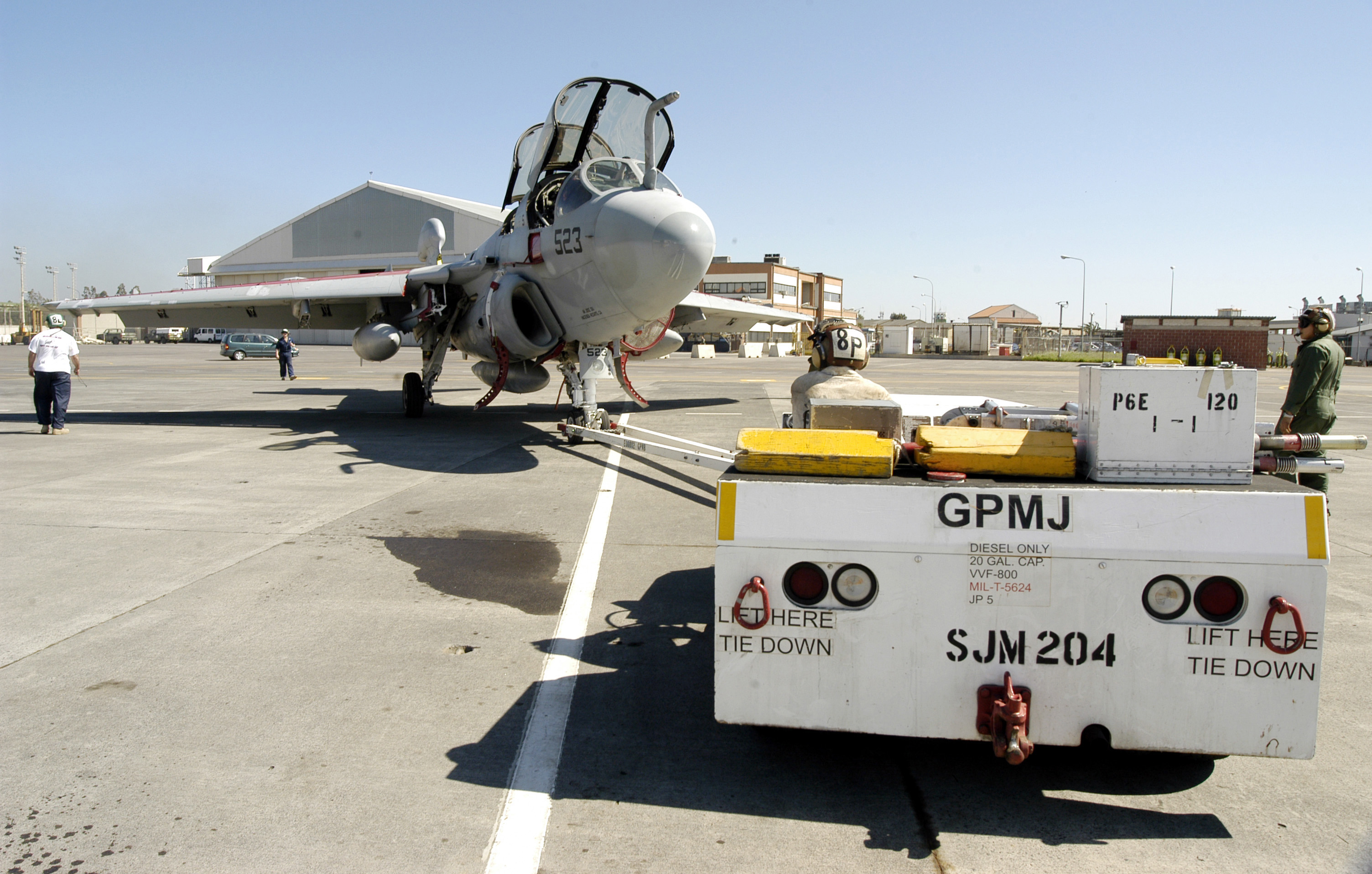
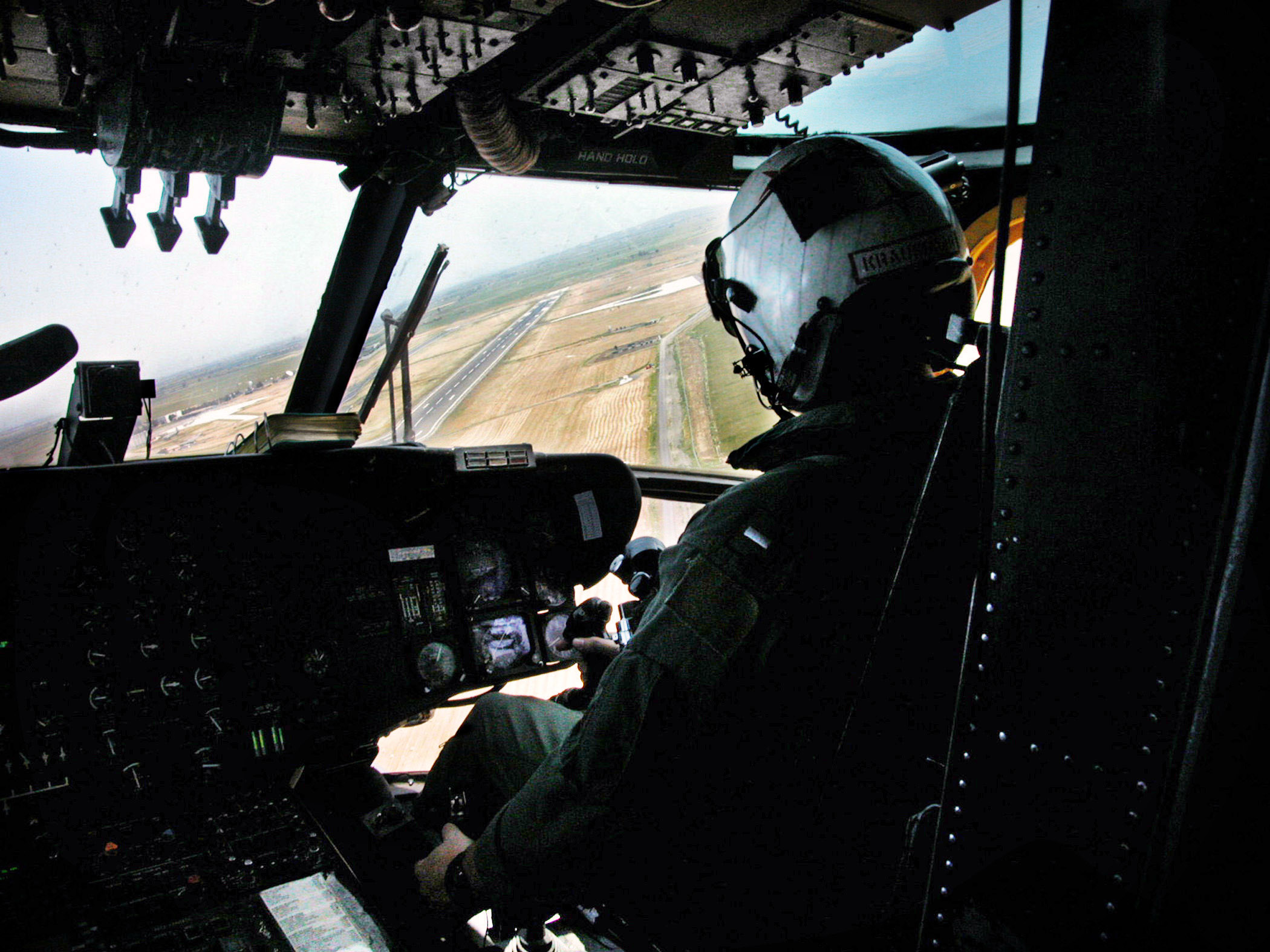
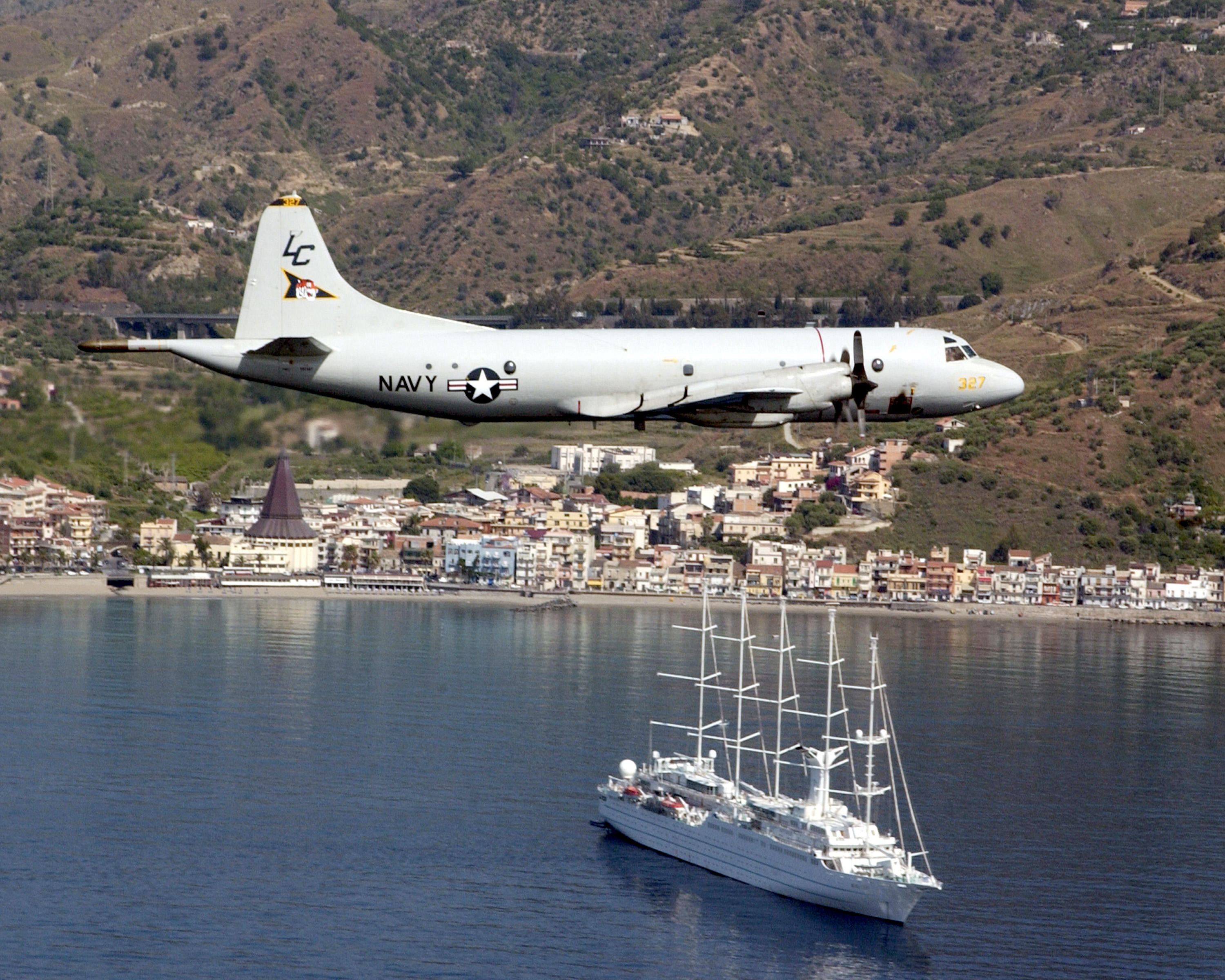
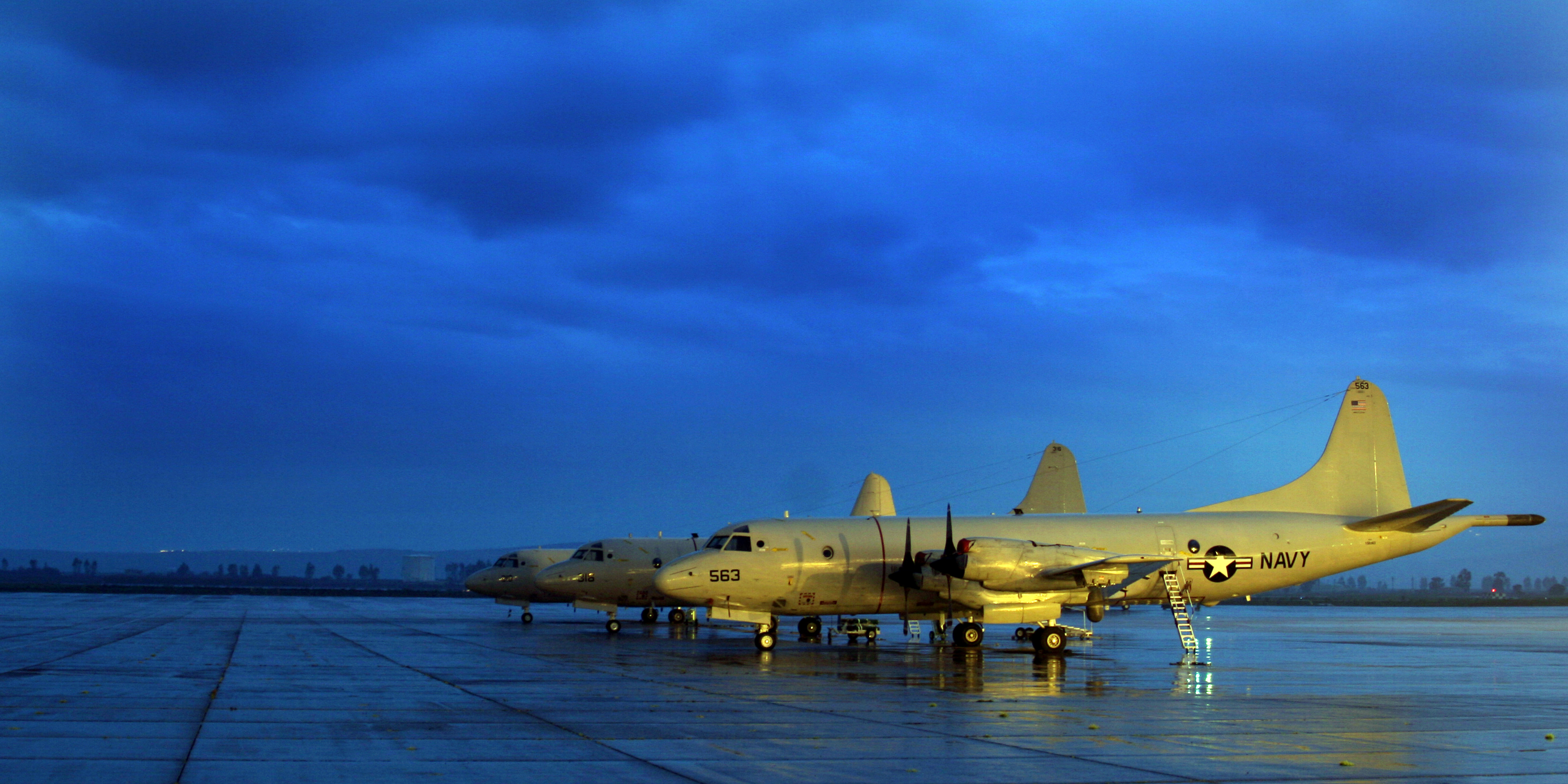
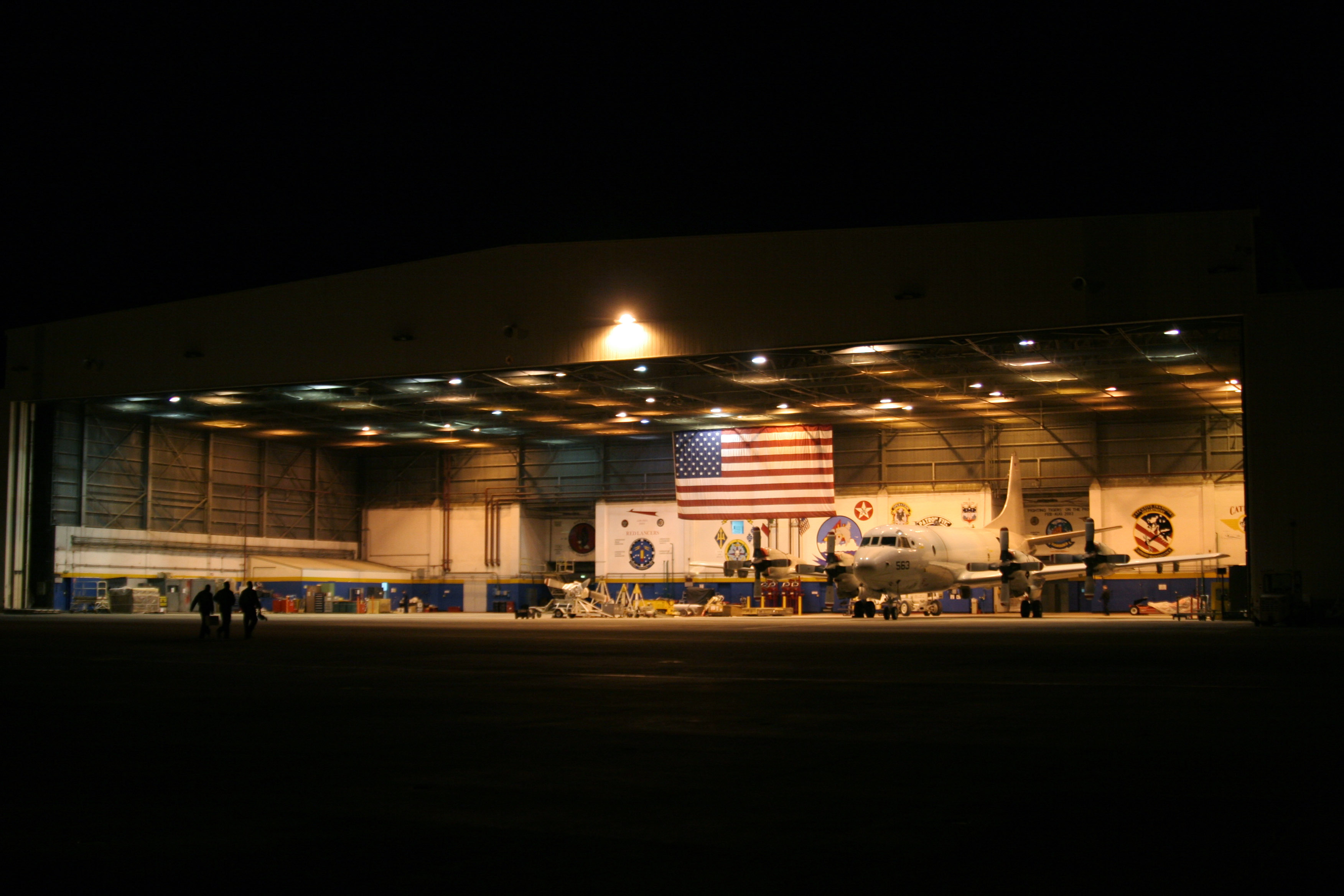
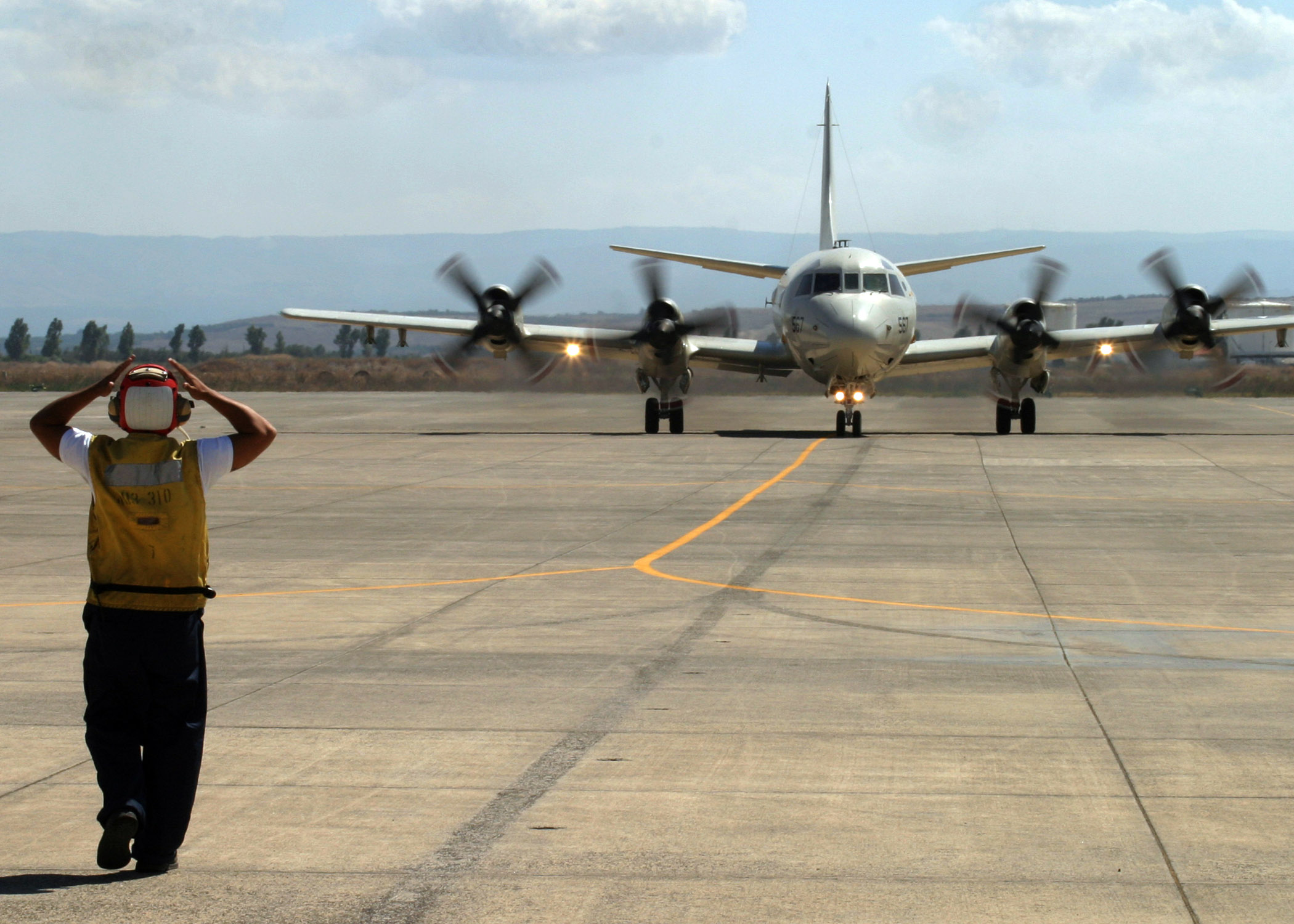
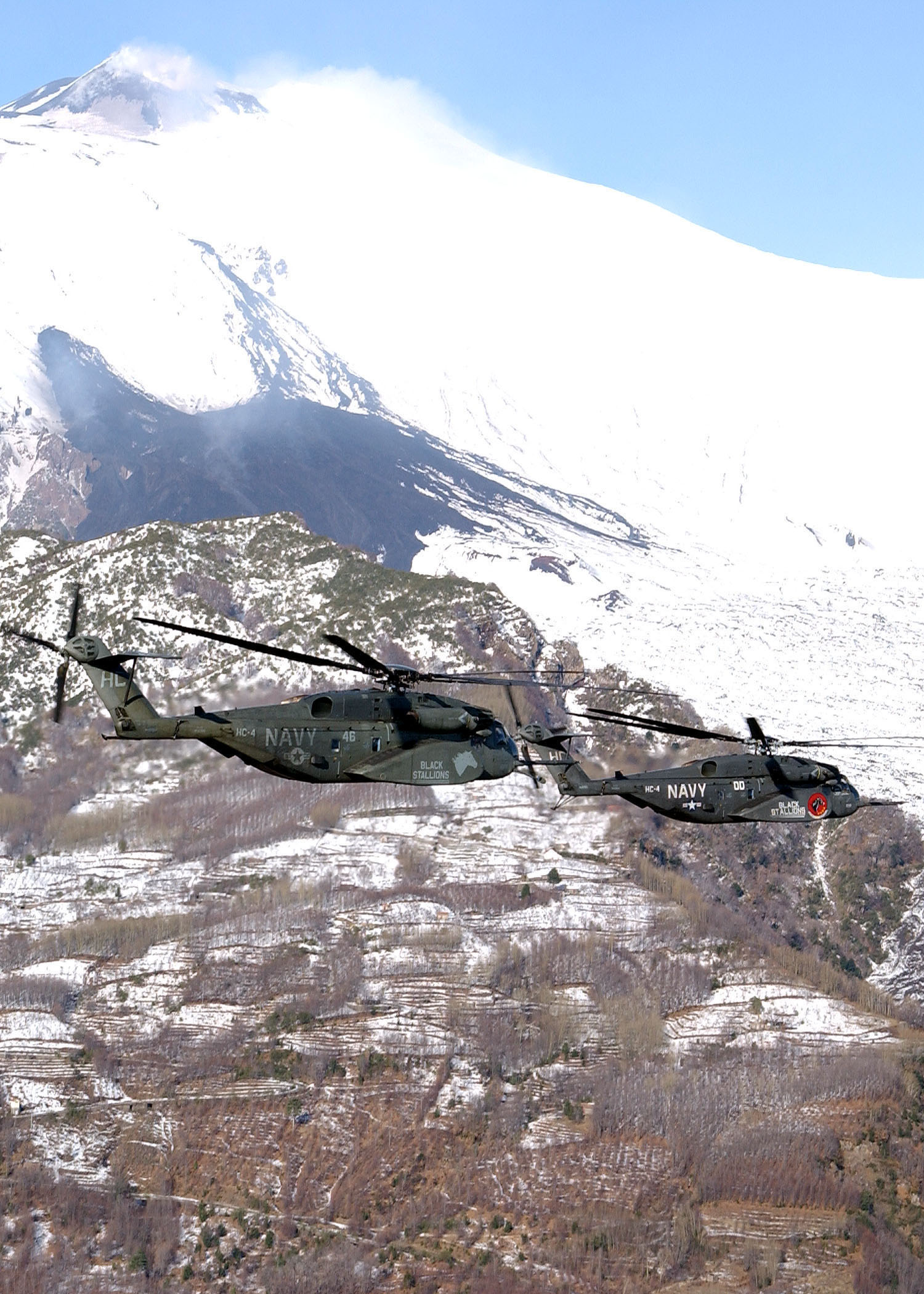
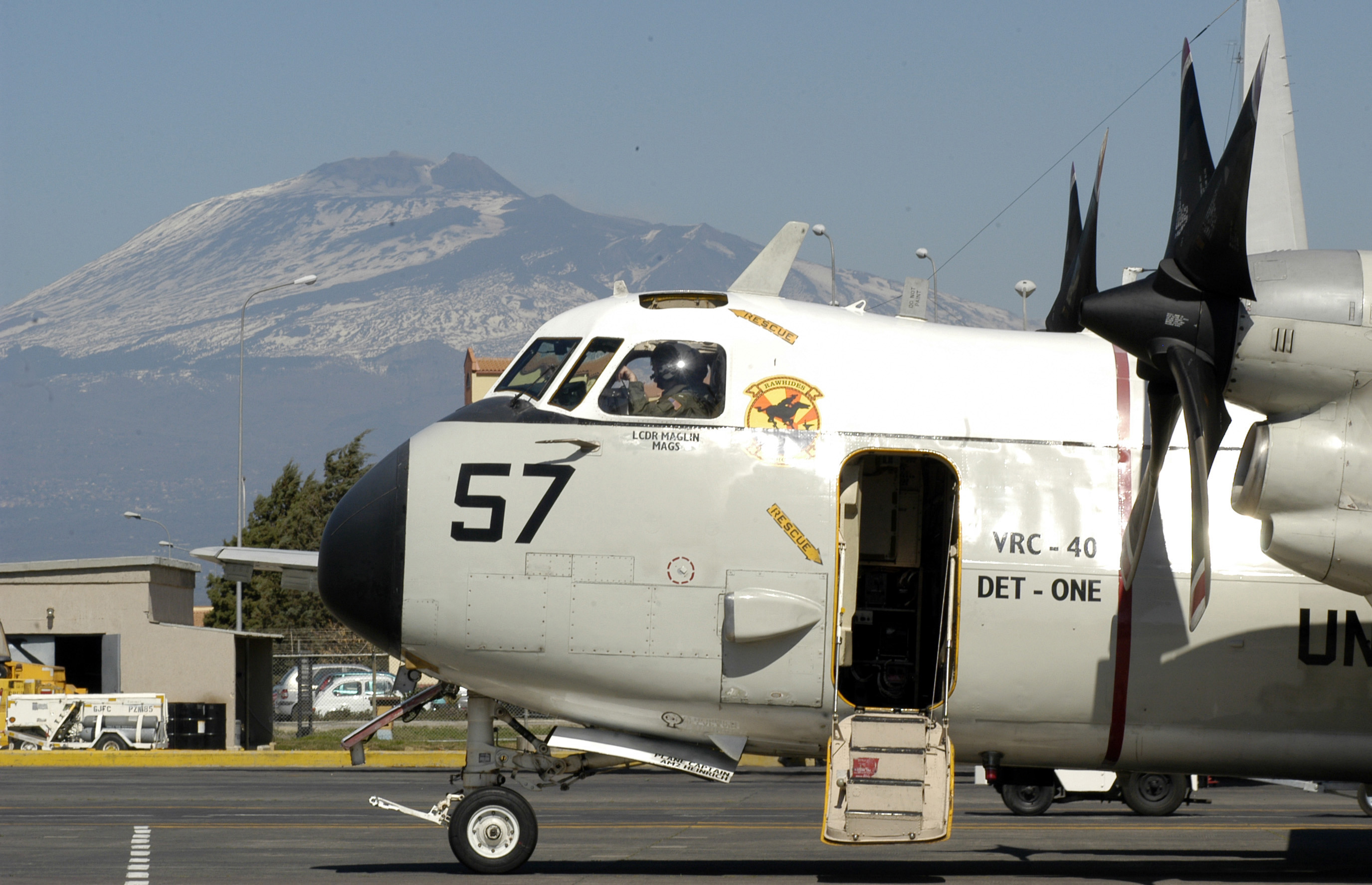
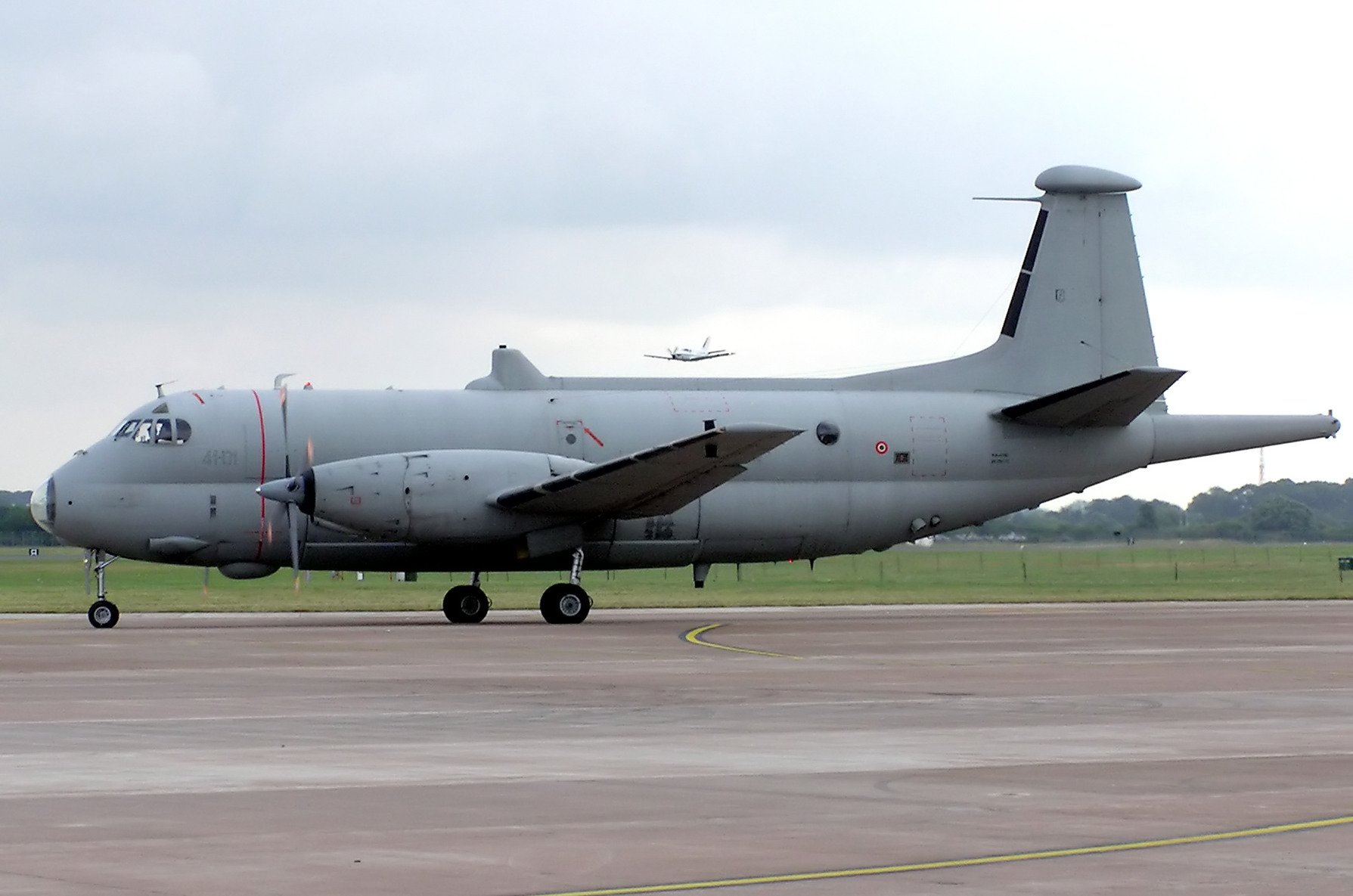